# (4605) Никитин
(4605) Никитин (лат. Nikitin) — типичный астероид главного пояса, открыт 18 сентября 1987 года советским астрономом Людмилой Черных в Крымской астрофизической обсерватории и 26 февраля 1994 года назван в честь путешественника и писателя Афанасия Никитина.

## Обнаружение и именование
(4605) Никитин
Открыт 18 сентября 1987 года в Научном Л. И. Черных.
Назван в честь купца из города Твери Афанасия Никитина (?—1472), который был первым русским, совершившим путешествие в Индию. Никитин описал это путешествие в своём дневнике, позже опубликованном как «Хожение за три моря».
Оригинальный текст (англ.)4605 Nikitin
Discovered 1987-09-18 by Chernykh, L. I. at Nauchnyj.
Named for Afanasij Nikitin (?—1472), a merchant from the town of Tverʹ. Nikitin, who was the first Russian to journey to India, described the trip in his diary, later published as Walking Beyond Three Seas.
Источники: DISCOVERY.DB; M.P.C. 23136.

## Орбита

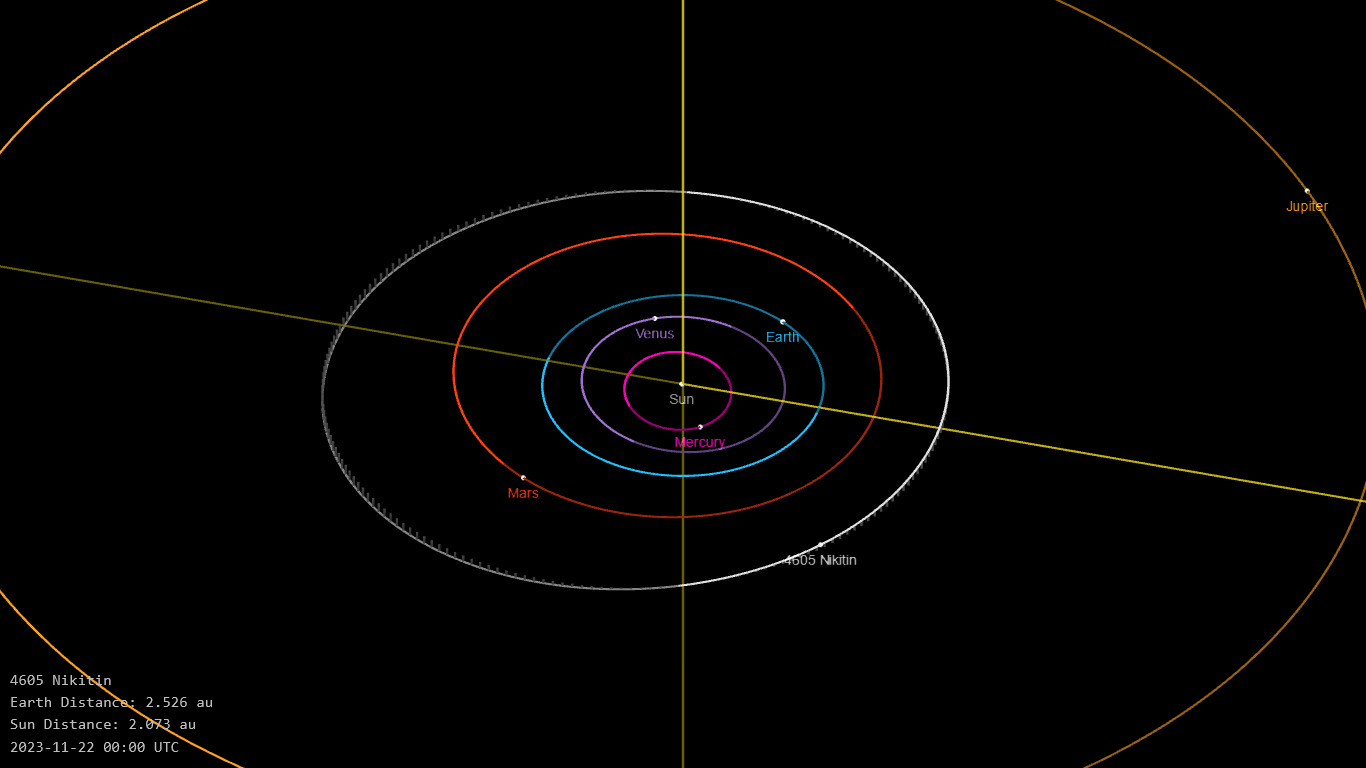
Орбита астероида Никитин и его положение в Солнечной системе

## Физические характеристики
Астероид относится к таксономическому классу S.
По результатам наблюдений в видимом и ближнем инфракрасном диапазоне космического телескопа NEOWISE диаметр астероида оценивался равным 4,548±0,127 км. Согласно тем же источникам альбедо оценивается как 0,4087±0,0543 и 0,409±0,054.